# Trachipterus jacksonensis
Trachipterus jacksonensis is een straalvinnige vissensoort uit de familie van spaanvissen (Trachipteridae). De wetenschappelijke naam van de soort is voor het eerst geldig gepubliceerd in 1881 door Ramsay.